# El Chupacabra
El Chupacabra е втори EP албум на алтърнатив метъл групата Сойл, който е издаден на 24 ноември 1998 г. от Mia Records. Носи името на пуерториканското митично същество чупакабра.

## Състав
- Раян Маккомбс – вокали
- Том Шофилд – барабани
- Адам Зейдъл – китара
- Шоун Глас – китара
- Тим Кинг – бас

## Песни
| Заглавие             | Дължина |
| -------------------- | ------- |
| 1. „F-Hole“          | 2:55    |
| 2. „Broken Wings“    | 4:15    |
| 3. „Crucified“       | 4:31    |
| 4. „She“             | 3:28    |
| 5. „Two Cent Friend“ | 3:53    |